# Dragon Quest XI: Echi di un'era perduta
Dragon Quest XI: Echi di un'era perduta (ドラゴンクエストXI 過ぎ去りし時を求めて?, Doragon Kuesuto Irebun: Sugisarishi Toki o Motomete, Dragon Quest XI: Sugisarishi Toki o Motomete) è un videogioco di ruolo prodotto da Square Enix, undicesimo capitolo della serie Dragon Quest. Distribuito in Giappone per PlayStation 4 e Nintendo 3DS, Il 27 settembre 2019 è stata pubblicata una conversione per Nintendo Switch denominata Dragon Quest XI S: Echi di un'Era Perduta Definitive Edition comprensiva di aggiunte come una forgia da viaggio perennemente accessibile, quest aggiuntive, svariati temi musicali orchestrati, opzioni per velocizzare le battaglie, la possibilità di giocare l'intero gioco in una versione 16-bit bidimensionale (proveniente dalla versione 3DS uscita solo in Giappone), nuove cavalcature, costumi e la localizzazione in cinque lingue: inglese, francese, tedesco, italiano e spagnolo.

## Trama

### Prologo
Una strana creatura, piccola e incorporea, si aggira per un regno durante una giornata di sole. Ad un certo punto, fissa il castello e scoppia un temporale. Mentre tutti si rifugiano, la creatura procede verso il castello. In una delle torri all'interno del castello si intravedono alcuni sovrani che discutono della venuta del neonato principe del regno, portatore del marchio. Nel frattempo, il castello viene attaccato e messo a ferro e fuoco dai mostri. Una donna con il neonato ed una bambina riescono a fuggire dal castello ma continuano ad essere inseguite dai mostri. La donna decide di affidare il neonato alla bambina e di nascondere entrambi in un cespuglio, nella speranza che i mostri continuino ad inseguire lei sola. Purtroppo, sia la donna che la bambina vengono raggiunte dai mostri. Il mattino seguente, un vecchio pescatore trova una cesta trasportata dal fiume con dentro il neonato e lo prende con sé.

### Il mondo della luce
Diversi anni dopo il protagonista, diventato un giovane uomo al villaggio di Roccapietra, sta per compiere il rito di passaggio all'età adulta con la sua amica e coetanea Gemma. I due vengono attaccati da un condor, ma l'Eroe attiva involontariamente il marchio sulla sua mano sinistra, evocando un fulmine che abbatte il condor e li salva. Tornati a casa, Gemma racconta tutto ad Amber, la madre dell'Eroe, che rivela ai due che il ragazzo è la reincarnazione del Lucente, l'eroe che salvò il mondo dall'Oscuro. Gli dà un ciondolo chiamato gioiello di Dundrasil, che il suo defunto nonno trovò con lui quel giorno, e gli dice di recarsi al regno di Hellador e mostrarlo al re per avere risposte.
Il giorno dopo l'Eroe lascia il villaggio e, raggiunto Hellador, ottiene udienza da re Carnelio, che lo riconosce come Lucente. Questi però lo fa arrestare dicendo che con lui arriverà anche l'Oscuro, il signore delle tenebre. In prigione l'Eroe fa la conoscenza di Erik, il prigioniero nella cella davanti alla sua, che una volta saputo chi è attira una guardia che stordisce per rubare le chiavi. Poi mostra un tunnel che ha scavato di nascosto e finito da poco nella sua cella, che usano per evadere. Prima di fuggire da Hellador Erik, che da un Veggente ha scoperto che il suo destino è seguire il Lucente, vuole prima recuperare il Globo Rosso. Una volta recuperato il globo, i due fuggono da Hendrick.
A Kaldoh, incontrano due sorelle Veronica e Serena, (sono gemelle, ma la prima è tornata bambina per via di una maledizione) si presentano come figlie di Alboria e giurano di seguire e proteggere il Lucente nella sua missione salvare il mondo dall'Oscuro, cosa che trovano strano in quanto il perdente Lucente lo sconfisse secoli fa, decidono quindi di andare a Ygdrasil l'albero del mondo, per avere risposte, grazie a un uomo fatto evadere dalla stessa cripta scoprono che un rametto di Ygdrasil è nella città desertica di Galoppoli.
A Galoppoli il gruppo non riesce ad avere udienza col sultano, ma il principe Faris gli promette di darglielo dopo averlo aiutato più volte, qui conoscono Sylvian, un eccentrico artista, per scoprire poi che il sultano ha venduto il ramo , il gruppo a cui si è unito Sylvian parte per Gondolia.
Qui il gruppo cura il figlio del doge da una maledizione che lo ha privato della voce, l'uomo aiuterà poi i ragazzi a fuggire su una nave dopo essere stati inseguiti da Jago uno dei cavalieri di Hellador. Il gruppo si dirige a Moliburg dove si trova il ramo iridato, per arrivare poi a Octagonia dove sarà il premio per il torneo di lotta in maschera. L'eroe partecipa in coppia con Vincent l'attuale campione, i due arrivano in finale contro Rab e Jade, un vecchietto e una bella ragazza incredibilmente agile; vincono solo perché entrambi gli avversari si distraggono riconoscendo il marchio del Lucente.
Durante la notte Rab chiede all'Eroe e agli altri di aiutarlo a cercare Jade, scomparsa dalle parti dell'orfanotrofio dove vive Vincent, qui in una grotta sotterranea scoprono un terribile segreto: Vincent ha dato in pasto diversi lottatori ad Aracton, un mostruoso ragno in cambio un fluido che gli aumentava la forza così che continuando a vincere potesse mandare avanti l'orfanotrofio (Rab ha notato una fiala durante gli incontri), sconfitto il mostro e salvato Jade e i lottatori, Rab mette una buona parola al sindaco per l'orfanotrofio, Vincent affronta l'Eroe e viene sconfitto nel suo ultimo incontro, si scopre che però Rab e Jade hanno rubato il ramo lasciando una lettera per l'eroe chiedendo di recarsi alle rovine di Dundrasil.
Qui scoprono che Rab è il nonno dell'eroe e penultimo re di Dundrasil, insieme quella notte fanno una cerimonia funebre per la figlia Eleanor e Jade e la figlia di re Cernelio e bambina che lo perse quella fatidica notte. Rab rivela il nome del loro nemico: Mordegon e dopo aver dato il ramo all'Eroe scoprono che per raggiungere Ygdrasil che fluttua in cielo devono radunare 6 sfere su una piattaforma, una è il Globo Rosso di Erik e quello Giallo è il secondo premio del torneo sempre in loro possesso.
Il gruppo inizia la ricerca dei Globi: quello Verde lo ricevono dalla regina delle sirene di Nauthika dopo aver sconfitto una piovra gigante. Quello Bianco nel nido di un gruppo di rapaci. A Hampodia il gruppo sconfigge il mostro di un affresco maledetto e ottengono una chiave che li conduce al ritrovamento del Globo Viola. Infine a Gelheim il gruppo sconfigge la strega di ghiaccio Kystalinda che ha avvolto il regno a un gelo eterno e si è sostituita la regina, ma questa la perdona e la nomina sua consigliera e consegna agli eroi il Globo Blu.
Arrivati ad Arboria il gruppo raggiunge la piattaforma e con le sei sfere raggiunge Ygdrasil, dove l'eroe nel suo cuore troverà la Spada della luce per sconfiggere Mordegon, ma il gruppo viene raggiunto da Jago che li ha sempre seguiti e con un Globo Oscuro batte gli eroi, Hendrik e re Carnelio arrivano ma da questi esce Mordegon che ruba i poteri al lucente e prende la spada trasformandola in un'arma oscura e distrugge l'albero dopo averne assorbito l'essenza.

### Il mondo delle tenebre
L'eroe si risveglia nel regno delle sirene, trasformato in pesce per respirare sott'acqua, la regina gli mostra che il mondo è in balia dei mostri, lui ha perso i poteri e i suoi compagni sono dispersi, gli dice però di tornare in superficie perché i mostri presto arriveranno anche li e cercare Hendrik, l'unico che continua a combattere. Tornato umano una volta fuori dall'acqua, l'Eroe si reca a sud di Hellador, qui ritrova la sua gente e re Carnelio gli chiede perdono. Subito dopo l'Eroe e Hendrik respingono un'orda di mostri, per poi guidare la riconquista del castello. Passando per la rete fognaria riescono a entrare, poi grazie a una visione da una radice, scoprono un passaggio segreto che porta alla sala del trono, qui trovano Jago che rivela che si è unito all'Oscuro per non essere più secondo al amico, ora è il capo delle Sentinelle Spettrali, i sei comandanti che custodiscono i Globi. Jago scompare e appare Tynnar un'altra Sentinella che sconfiggono, recuperano il suo Globo e liberano il castello.
Il giorno dopo Hendrik parte con l'Eroe alla ricerca dei suoi compagni, Rab lo ritrovano nel monte Pang Lai e affinano le loro abilità. Sylvian lo trovano assieme a una strana banda, creata da quest'ultimo per combattere mostri e far sorridere la gente, dopo aver salvato un bambino, il gruppo va in visita a Don Duros il padre di Sylvian con la quale si riappacificherà dopo molto tempo.
A causa dell'attacco della Sentinella Marvagio mentre sono in mare, l'Eroe cade in acqua e si risveglia nel mondo della Veggente che lo incoraggia a credere in sé stesso. Riunitosi a Molinburg, il gruppo a causa di una visione torna alle rovine di Dundrasil, dove in un passaggio segreto affrontano lo spirito posseduto di re Irwin (il padre dell'Eroe). L'eroe rivede tramite lui la sera dell'attacco al palazzo e la sua morte tramite Carnelio posseduto da Mordegon. Nel presente il gruppo sconfigge Desperogafo il mostro che tormenta Irwin dalla sua morte e lo fa ricongiungere a Eleanor dopo aver visto il figlio, l'Eroe recupera i suoi poteri.
A Octagonia il gruppo scopre che la Sentinella Bugah ha trasformato, il posto in un casino e le persone in mostri, tra cui Jade come coniglietta/croupier, dopo averlo sconfitto, Jade torna in sé. Successivamente, il gruppo ottiene un nuovo Globo. Sulla nave diretta a Gelheim trovano Erik come clandestino e senza memoria, il gruppo riaffronta Marvagio e stavolta lo battono e riprendono un Globo. Una volta sbarcati scoprono che le persone si stanno trasformando in statue d'oro e Erik viene rapito da cavalieri dorati. Il gruppo libera Erik in una grotta, tocca una radice e scoprono che lui e la sorella Mia erano schiavi dei vichinghi che si nascondevano in quelle grotte, un giorno regalò alla sorella un gioiello che trasformava tutto in oro, ma non riuscì a toglierselo e divenne lei d'oro, Erik la abbandonò per paura e la Veggente gli disse che se avesse aiuto il Lucente avrebbe ottenuto il perdono. Il gruppo trova Mia e scoprono che è stata lei a scatenare tutto dopo che l'Oscuro l'ha liberata dall'oro, la affrontano e alla fine Erik cercando di salvarla ottiene il suo perdono e ferma l'oro prima che ricopra il mondo, ottenendo un nuovo Globo.
Il gruppo diretto ad Arboria affronta la Serpe dell'aurora che vincono grazie all'intervento di Serena, tornati ad Arboria trovano Veronica addormentata, per scoprire che è morta sacrificatasi per metterli in salvo a causa della caduta di Ygdrasil. Su consiglio del saggio il gruppo usa un flauto appartenuto a Serenica e che era di Veronica per evocare la balena volante Ketaceas, che li porta in un'isola fluttuante, qui scoprono che possono creare una nuova Spada della luce: il gruppo recupera il minerale l'Oricalchum, a Galoppoli si fanno imprestare il Martello dello Spirito. Il gruppo accompagna il principe nel deserto per vedere la stella Astro di Darois che si sta per schiantare, Rab legge Calasmos inciso sulla stella, ma viene distrutta, l'Eroe vede l'esserino nero e scopre di poterlo vedere e sentire solo lui. Infine si recano nel vulcano dentro il monte Huji, dove sconfiggono Tatsuna e nella Fucina leggendaria ricreano la spada.
Il gruppo raggiunge la Fortezza del terrore dove sconfiggono le Sentinelle Indignus e Jago, questi prima di morire scopre che Hendrik l'ha sempre visto come un esempio, facendogli capire che il suo odio è stato inutile. Recuperati gli ultimi Globi, gli eroi affrontano Mordegon e dopo un duro scontro lo sconfiggono recuperano la spada oscura e dopo essere scappati sulla balena, l'albero risorge.

### Il mondo del passato
Dopo una commemorazione per l'amica scomparsa Veronica, gli eroi esplorano delle rovine che erano una delle isole fluttuanti e scoprono della Torre del tempo dove è possibile modificare il corso degli eventi, trovata la chiave e l'ubicazione si recano sul luogo. Nella torre un essere noto come la Custosde spiega che solo il Lucente può tornare indietro solo una volta per cambiare quel determinato evento, distruggendo la Sfera del tempo con la Spada della luce (che però non potrà portare con sé, invece può portare quella delle ombre).
L'Eroe torna a poco prima di dirigersi a Ygdrasil con tutti i suoi compagni (compresa Veronica), vengono attaccati da Jago, ma stavolta con la Spada delle ombre (che si romperà col Globo oscuro del cavaliere alla fine) lo battono. Vengono raggiunti da Hendrik e Carnelio, questi uccide Jago chiamandolo traditore, ripresa la Spada il gruppo è ospite al castello di Hellador. Durante la notte il re cerca inutilmente di rubare la spada e si scontra con gli eroi e Hendrik, Mordegon si rivela e viene sconfitto.
Il giorno dopo il Lucente è acclamato come Eroe dal re, ma cade l'Astro di Darios, come la misteriosa creatura aspettava. Gli eroi e Hendrik (che si è unito a loro) partono per indagare e si imbattono nella Veggente che gli dice di usare il flauto di Serenica, che ora è di Veronica e con esso l'Eroe evoca Ketaceas, che li porta in un'isola fluttuante, dove l'Antico popolo rivela che il vero Oscuro è Calasmos, l'Anziano usa la Fiamma sacra per potenziare il gruppo. Questo si dirige ad alcuni alberelli sacri e scopre la verità: Darios il Lucente leggendario sconfisse Calasmos, ma prima di sferrare il colpo di grazia Morcat uno dei suoi compagni lo tradì e rubò il potere dell'Oscuro e che l'avrebbe fatto diventare Mordegon, Serenica con l'aiuto dell'Antico popolo separò l'anima e il corpo dell'Oscuro e lo trasformò nell'Astro di Darios, Serenica per ricongiungersi a Darios cercò di infrangere la Sfera del tempo, ma fallì e divenne la Custode. La Veggente appare e si rivela la parte buona di Morcat gli dice di cercarsi dalla Custode. Nella torre una melodia suonata dalle due sorelle e la Spada potenziano Ketaceas. Grazie alla quale il gruppo affronta e sconfigge Calasmos, per poi tornare dalla Custode che grazie alla Spada e al marchio del Lucente che passa a lei torna Serenica e infrange la Sfera del tempo.
Alcuni giorni dopo l'Eroe con Serena e Veronica restituisce la spada a Ygdrasil, lo spirito dell'albero il drago Ygdragon lo ringrazia, rivelando il suo passato era la fonte della luce e fu sconfitto da Calasmos, l'Antico popolo lo salvò facendolo diventare un albero e salvò il mondo, lo ringrazia di aver sconfitto l'Oscuro e gli conferisce il titolo di Erdrick, l'eroe più grande e gli dice che come la luce non esiste senza le tenebre, un giorno il mondo sarà di nuovo minacciato, ma nascerà sempre un nuovo eroe.

## Modalità di gioco
Dragon Quest XI prosegue lo stile dei precedenti titoli della saga, in cui il giocatore controlla in modo diretto il protagonista, spostandosi di mappa in mappa per le varie aree del gioco e combattendo contro vari nemici e mostri in combattimenti a turni dove può controllare anche il resto della squadra. Nonostante le mappe permettano di muoversi il molte aree anche prima del dovuto il gioco non è open world. I combattimenti non consistono in scontri casuali ma i mostri sono direttamente visibili nella mappa e il combattimento a turni inizia dopo essersi avvicinati troppo o aver colpito il mostro.
Nel gioco sono presenti anche alcuni minigiochi, come ad esempio il casinò presente nella città di Valor, oppure la forgia tramite cui realizzare nuovo equipaggiamento.

## Personaggi

### Personaggi giocabili
- Eroe: un ragazzo cresciuto in un semplice villaggio, un giorno scopre di avere poteri legati al marchio sulla mano che ha dalla nascita, per scoprire di essere il Lucente un eroe destinato a salvare il mondo dalle tenebre e di essere cresciuto da genitori adottivi che lo trovarono al fiume. Come nei precedenti giochi, il personaggio non parla, può rispondere principalmente a si/no ad alcune domande. Svolge il ruolo di guerriero/spadaccino, può usare sia la spada sia lo spadone, inoltre può usare diverse magie curative o di attacco, principalmente di tipo luce e fulmine. Curiosità: in alcuni flashback il piccolo protagonista può parlare.
- Erik: un giovane ladro incontrato dal Eroe nelle prigioni di Hellador dove evaderanno subito, diventa il suo primo compagno di viaggio anche per trovare redenzione a una sua vecchia colpa. Può usare i pugnali, le spade e i boomerang, oltre alle sue abilità di ladro. Curiosità: è mancino e può impugnare due armi tra le varie a disposizione.
- Veronica: una ragazzina tutto pepe, in realtà è una ragazza molto più grande che a causa di un incantesimo è tornata piccola, infatti è la sorella gemella maggiore di Serena e discendente di Serenica, la saggia che combatte col Lucente leggendario. Svolge il ruolo di maga offensiva del gruppo, può usare i bastoni e le fruste
- Serena: sorella gemella minore di Veronica e discendente di Serenica. Ragazza gentile e cordiale, ma un po' sbadata è un'ottima suonatrice di arpa. È la maga guaritrice del gruppo, può usare le lance e le bacchette sue armi esclusive.
- Sylvian: un eccentrico artista giramondo, si unisce al gruppo proprio per impedire che il mondo precipiti nell'oscurità e per proteggere il suo sogno di regalare sorrisi alla gente. Può usare alcune magie e diversi trucchetti, le sue armi sono i pugnali, le spade e le fruste.
- Rab: un anziano dallo sguardo assonato che si rivelerà il nonno dell'Eroe, ha molte conoscenze accumulate dai suoi molti viaggi e ed abile nelle arti marziali, cerca di scoprire da anni la verità sulla fatidica notte. Molto abile con la magie sia di guarigione sia di attacco, può usare i bastoni e gli artigli.
- Jade: compagna di viaggio di Rab, si scoprirà essere la principessa di Hellador e la bambina che cercò di fuggire con l'Eroe appena nato, per questo lo considera una sorta di fratello minore e Eleanor una madre in quanto non ha mai conosciuto la sua, cerca la verità sul cambiamento del padre. Combatte con le lance e gli artigli, è l'unico personaggio privo di magie, ma può usare tecniche che non richiedono l'uso delle armi come i suoi potenti calci e una trasformazione che aumenta i suoi parametri per alcuni turni.
- Hendrik: capo dei cavalieri di Hellador all'inizio del gioco dà la caccia all'Eroe considerandolo una minaccia, poi si unirà a lui per salvare il mondo. Può impugnare le spade, gli spadoni e unico a poter usare le asce, le sue tecniche e magie si basano sulla protezione/potenziamento.

## Altre apparizioni
Il protagonista chiamato in effetti "Eroe" appare come contenuto scaricabile in Super Smash Bros. Ultimate.